# Équipe du Népal féminine de football
Cet article traite de l'équipe féminine. Pour l'équipe masculine, voir Équipe du Népal de football.
Maillots
L'équipe du Népal féminine de football est l'équipe nationale qui représente le Népal dans les compétitions internationales de football féminin. Elle est gérée par la Fédération du Népal de football.
Le Népal joue son premier match officiel le 14 décembre 1986 contre Hong Kong, pour une défaite sur le score de 1 à 0.
Les Népalaises participent à trois phases finales de la Coupe d'Asie, en 1986, 1988 et 1999, ne dépassant jamais le stade de la phase de groupes.

## Histoire

### Formation
L'équipe du Népal féminine de football est formée au milieu des années 1980.
L'équipe féminine du Népal a également participé aux trois dernières phases de la Coupe d'Asie des nations en 1986, 1988 et 1999, l'équipe ne va jamais au-delà de la phase de groupes.

### Années de crise
À la suite de l'insurrection démocratique en 1990, il y a eu une période de huit ans sans équipe nationale féminine. Ceci a affecté négativement le recrutement des joueuses, mais néanmoins Népal revint bientôt dans le football international au cours de la Coupe d'Asie des nations de football féminin en 1999. En dépit de leur retour triomphal, les résultats étaient sensiblement les mêmes qu'avant l'interruption de huit ans. Depuis lors, le Népal n'a pas comparu en Coupe d'Asie des nations.
Toutefois, cela ne signifie pas que le Népal n'a pas joué au football depuis 1999. En 2000 une ligue et des tournois en été mise en place pour les footballeuses de tout le pays.

### Régénération
La nouvelle génération de football féminine au Népal a été réalisée lorsque, après les championnats nationaux ont été rétablies en 2009. L'équipe nationale des femmes n'avait plus joué un match international depuis 5 ans. Néanmoins, la fédération a commencé la formation de deux grands tournois internationaux à venir dans l'année suivante. 
En 2010, 2012 et 2014 l'équipe féminine sont revenus avec 3 fois de suite à la seconde place de la Coupe d'Asie du Sud, en perdant les 3 finales contre l'Inde.

## Classement FIFA
| Année              | 2003 | 2004 | 2005 | 2006 | 2007 | 2008 | 2009 | 2010 | 2011 | 2012 | 2013 | 2014 | 2015 | 2016 | 2017 | 2018 | 2019 | 2020 | 2021 | 2022 | 2023 | 2024 |
| ------------------ | ---- | ---- | ---- | ---- | ---- | ---- | ---- | ---- | ---- | ---- | ---- | ---- | ---- | ---- | ---- | ---- | ---- | ---- | ---- | ---- | ---- | ---- |
| Classement mondial | 103  |      |      |      |      |      | 92   | 116  | 116  | 108  | 94   | 107  | 114  | 105  | 91   | 108  | 97   | 92   | 103  | 103  | 105  | 103  |

## Palmarès
Le palmarès du Népal est vierge.

### Parcours enCoupe du monde
- 1991 à 2019 : Non inscrit
- 2023 : Tour préliminaire
- 2027 : Tour préliminaire
- 2031 : À venir
- 2035 : À venir

### Parcours enCoupe d'Asie
- 1975 à 1983 : Équipe inexistante
- 1986 : 1er tour
- 1989 : 1er tour
- 1991 à 1997 : Non inscrit
- 1999 : 1er tour
- 2001 à 2018 : Non inscrit
- 2022 : Tour préliminaire
- 2026 : Tour préliminaire
- 2029 : À venir

### Parcours enChampionnat d'Asie du Sud
- 2010 :  Finaliste
- 2012 :  Finaliste
- 2014 :  Finaliste
- 2016 : Demi-finaliste
- 2019 :  Finaliste
- 2022 :  Finaliste
- 2024 :  Finaliste

### Parcours aux Jeux d'Asie du Sud
- 2010 :  Finaliste
- 2016 :  Finaliste

## Matchs féminin du Népal par adversaire
Voici le tableau récapitulatif des matchs du Népal répertorié par la FIFA.
| Date              | Lieu                    | Locaux | Résultat | Visiteur                       |
| ----------------- | ----------------------- | ------ | -------- | ------------------------------ |
| 14 décembre 1986  | Hong Kong               | Népal  | 0-1      | Hong Kong                      |
| 17 décembre 1986  | Hong Kong               | Népal  | 0-5      | Thaïlande                      |
| 19 décembre 1986  | Hong Kong               | Népal  | 0-6      | Indonésie                      |
| 18 décembre 1989  | Hong Kong               | Népal  | 0-3      | Hong Kong                      |
| 22 septembre 1989 | Hong Kong               | Népal  | 0-8      | Indonésie                      |
| 24 septembre 1989 | Hong Kong               | Népal  | 0-14     | Japon                          |
| 8 novembre 1999   | Iloilo Philippines      | Népal  | 0-5      | Philippines                    |
| 10 novembre 1999  | Iloilo Philippines      | Népal  | 0-5      | Thaïlande                      |
| 12 novembre 1999  | Iloilo Philippines      | Népal  | 0-14     | Japon                          |
| 16 novembre 1999  | Iloilo Philippines      | Népal  | 1-6      | Ouzbékistan                    |
| 12 décembre 2010  | Cox's Bazar Bangladesh  | Népal  | 6-0      | Maldives                       |
| 14 décembre 2010  | Cox's Bazar Bangladesh  | Népal  | 13-0     | Afghanistan                    |
| 18 décembre 2010  | Cox's Bazar Bangladesh  | Népal  | 12-0     | Pakistan                       |
| 21 décembre 2010  | Cox's Bazar Bangladesh  | Népal  | 3-0      | Bangladesh                     |
| 23 décembre 2010  | Cox's Bazar Bangladesh  | Népal  | 0-1      | Inde                           |
| 8 septembre 2012  | Colombo Sri Lanka       | Népal  | 8-0      | Pakistan                       |
| 10 novembre 2012  | Colombo Sri Lanka       | Népal  | 5-0      | Maldives                       |
| 12 novembre 2012  | Colombo Sri Lanka       | Népal  | 7-1      | Afghanistan                    |
| 14 novembre 2012  | Colombo Sri Lanka       | Népal  | 3-0      | Sri Lanka                      |
| 16 décembre 2012  | Colombo Sri Lanka       | Népal  | 1-3      | Inde                           |
| 8 janvier 2013    | Koweït                  | Népal  | 8-0      | Koweït                         |
| 24 octobre 2013   | Doha Qatar              | Népal  | 6-0      | Qatar                          |
| 26 octobre 2013   | Doha Qatar              | Népal  | 3-0      | Qatar                          |
| 12 novembre 2014  | Islamabad Pakistan      | Népal  | 8-0      | Bhoutan                        |
| 14 novembre 2014  | Islamabad Pakistan      | Népal  | 2-0      | Pakistan                       |
| 16 novembre 2014  | Islamabad Pakistan      | Népal  | 3-0      | Sri Lanka                      |
| 19 novembre 2014  | Islamabad Pakistan      | Népal  | 1-0      | Bangladesh                     |
| 21 novembre 2014  | Islamabad Pakistan      | Népal  | 0-6      | Inde                           |
| 5 février 2016    | Shillong Inde           | Népal  | 3-0      | Bangladesh                     |
| 7 février 2016    | Shillong Inde           | Népal  | 2-0      | Maldives                       |
| 11 février 2016   | Shillong Inde           | Népal  | 0-0      | Inde                           |
| 13 février 2016   | Shillong Inde           | Népal  | 4-0      | Sri Lanka                      |
| 15 février 2016   | Shillong Inde           | Népal  | 0-4      | Inde                           |
| 17 décembre 2016  | Patan Népal             | Népal  | 1-0      | Malaisie                       |
| 26 décembre 2016  | Siliguri Inde           | Népal  | 8-0      | Bhoutan                        |
| 28 décembre 2016  | Siliguri Inde           | Népal  | 9-0      | Maldives                       |
| 30 décembre 2016  | Siliguri Inde           | Népal  | 1-0      | Sri Lanka                      |
| 2 janvier 2017    | Siliguri Inde           | Népal  | 1-3      | Inde                           |
| 22 mai 2017       | Kota Kinabalu Malaisie  | Népal  | 1-1      | Malaisie                       |
| 24 mai 2017       | Kota Kinabalu Malaisie  | Népal  | 1-4      | Malaisie                       |
| 29 octobre 2018   | Pékin Chine             | Népal  | 1-4      | Beijing W.F.C.                 |
| 30 octobre 2018   | Pékin Chine             | Népal  | 3-0      | Université des sports de Pékin |
| 31 octobre 2018   | Pékin Chine             | Népal  | 1-2      | Beijing W.F.C.                 |
| 8 novembre 2018   | Rangoun Birmanie        | Népal  | 1-1      | Inde                           |
| 11 novembre 2018  | Rangoun Birmanie        | Népal  | 1-1      | Birmanie                       |
| 13 novembre 2018  | Rangoun Birmanie        | Népal  | 1-1      | Bangladesh                     |
| 9 février 2019    | Bhubaneswar Inde        | Népal  | 0-3      | Birmanie                       |
| 11 février 2019   | Bhubaneswar Inde        | Népal  | 2-1      | Inde                           |
| 13 février 2019   | Bhubaneswar Inde        | Népal  | 3-0      | Iran                           |
| 15 février 2019   | Bhubaneswar Inde        | Népal  | 1-3      | Birmanie                       |
| 12 mars 2019      | Biratnagar Népal        | Népal  | 3-0      | Bhoutan                        |
| 16 mars 2019      | Biratnagar Népal        | Népal  | 3-0      | Bangladesh                     |
| 20 mars 2019      | Biratnagar Népal        | Népal  | 4-0      | Sri Lanka                      |
| 22 mars 2019      | Biratnagar Népal        | Népal  | 1-3      | Inde                           |
| 3 avril 2019      | Mandalay Birmanie       | Népal  | 1-3      | Birmanie                       |
| 6 avril 2019      | Mandalay Birmanie       | Népal  | 1-3      | Inde                           |
| 9 avril 2019      | Mandalay Birmanie       | Népal  | 2-1      | Indonésie                      |
| 8 septembre 2019  | Karakol Kirghizistan    | Népal  | 8-2      | Kirghizistan                   |
| 9 septembre 2019  | Karakol Kirghizistan    | Népal  | 0-2      | Ouzbékistan                    |
| 10 septembre 2019 | Karakol Kirghizistan    | Népal  | 1-0      | Tadjikistan                    |
| 12 septembre 2019 | Karakol Kirghizistan    | Népal  | 2-3      | Ouzbékistan                    |
| 3 décembre 2019   | Pokhara Népal           | Népal  | 1-0      | Sri Lanka                      |
| 5 décembre 2019   | Pokhara Népal           | Népal  | 3-0      | Maldives                       |
| 7 décembre 2019   | Pokhara Népal           | Népal  | 0-1      | Inde                           |
| 9 décembre 2019   | Pokhara Népal           | Népal  | 0-2      | Inde                           |
| 9 septembre 2021  | Katmandou Népal         | Népal  | 2-1      | Bangladesh                     |
| 12 septembre 2021 | Katmandou Népal         | Népal  | 0-0      | Bangladesh                     |
| 18 septembre 2021 | Tachkent Ouzbékistan    | Népal  | 1-2      | Philippines                    |
| 21 septembre 2021 | Tachkent Ouzbékistan    | Népal  | 0-0      | Hong Kong                      |
| 6 septembre 2022  | Katmandou Népal         | Népal  | 4-0      | Bhoutan                        |
| 12 septembre 2022 | Katmandou Népal         | Népal  | 6-0      | Sri Lanka                      |
| 16 septembre 2022 | Katmandou Népal         | Népal  | 1-0      | Inde                           |
| 19 septembre 2022 | Katmandou Népal         | Népal  | 1-3      | Bangladesh                     |
| 15 février 2023   | Madras Inde             | Népal  | 2-2      | Inde                           |
| 18 février 2023   | Madras Inde             | Népal  | 0-0      | Inde                           |
| 5 avril 2023      | Katmandou Népal         | Népal  | 1-5      | Vietnam                        |
| 8 avril 2023      | Katmandou Népal         | Népal  | 0-2      | Vietnam                        |
| 13 juillet 2023   | Dacca Bangladesh        | Népal  | 1-1      | Bangladesh                     |
| 16 juillet 2023   | Dacca Bangladesh        | Népal  | 0-0(4-2) | Bangladesh                     |
| 22 septembre 2023 | Wenzhou Chine           | Népal  | 0-2      | Vietnam                        |
| 25 septembre 2023 | Wenzhou Chine           | Népal  | 0-8      | Japon                          |
| 28 septembre 2023 | Wenzhou Chine           | Népal  | 1-1      | Bangladesh                     |
| 20 février 2024   | Djeddah Arabie saoudite | Népal  | 4-1      | Syrie                          |
| 22 février 2024   | Djeddah Arabie saoudite | Népal  | 5-0      | Irak                           |
| 24 février 2024   | Djeddah Arabie saoudite | Népal  | 4-0      | Palestine                      |
| 27 février 2024   | Djeddah Arabie saoudite | Népal  | 2-1      | Liban                          |
| 29 février 2024   | Djeddah Arabie saoudite | Népal  | 2-2(3-5) | Jordanie                       |
| 18 octobre 2024   | Katmandou Népal         | Népal  | 0-0      | Bhoutan                        |
| 21 octobre 2024   | Katmandou Népal         | Népal  | 11-0     | Maldives                       |
| 24 octobre 2024   | Katmandou Népal         | Népal  | 6-0      | Sri Lanka                      |
| 27 octobre 2024   | Katmandou Népal         | Népal  | 1-1(4-2) | Inde                           |
| 30 octobre 2024   | Katmandou Népal         | Népal  | 1-2      | Bangladesh                     |
| 17 février 2025   | Katmandou Népal         | Népal  | 1-0      | Kirghizistan                   |
| 20 février 2025   | Katmandou Népal         | Népal  | 1-0      | Liban                          |
| 23 février 2025   | Katmandou Népal         | Népal  | 2-2      | Birmanie                       |
| 26 février 2025   | Katmandou Népal         | Népal  | 0-2      | Birmanie                       |
| 2 juin 2025       | Pathum Thani Thaïlande  | Népal  | 0-2      | Thaïlande                      |
| 29 juin 2025      | Tachkent Ouzbékistan    | Népal  | 9-0      | Laos                           |
| 2 juillet 2025    | Tachkent Ouzbékistan    | Népal  | 8-0      | Sri Lanka                      |
| 5 juillet 2025    | Tachkent Ouzbékistan    | Népal  | 3-3(2-4) | Ouzbékistan                    |

### Nations rencontrées
| Adversaire   | Joués | Victoires | Matchs nuls | Défaites | Buts pour | Buts contre |
| ------------ | ----- | --------- | ----------- | -------- | --------- | ----------- |
| Afghanistan  | 2     | 2         | 0           | 0        | 20        | 1           |
| Bangladesh   | 13    | 6         | 5           | 2        | 18        | 9           |
| Bhoutan      | 5     | 4         | 1           | 0        | 27        | 0           |
| Birmanie     | 6     | 0         | 2           | 4        | 5         | 14          |
| Hong Kong    | 3     | 0         | 1           | 2        | 0         | 4           |
| Inde         | 18    | 2         | 5           | 11       | 12        | 39          |
| Indonésie    | 3     | 1         | 0           | 2        | 2         | 15          |
| Irak         | 1     | 1         | 0           | 0        | 5         | 0           |
| Iran         | 1     | 1         | 0           | 0        | 3         | 0           |
| Japon        | 3     | 0         | 0           | 3        | 0         | 36          |
| Jordanie     | 1     | 0         | 1           | 0        | 2         | 2           |
| Koweït       | 1     | 1         | 0           | 0        | 8         | 0           |
| Kirghizistan | 2     | 2         | 0           | 0        | 9         | 2           |
| Laos         | 1     | 1         | 0           | 0        | 9         | 0           |
| Liban        | 2     | 2         | 0           | 0        | 3         | 1           |
| Malaisie     | 3     | 1         | 1           | 1        | 3         | 5           |
| Maldives     | 6     | 6         | 0           | 0        | 36        | 0           |
| Ouzbékistan  | 4     | 0         | 1           | 3        | 6         | 14          |
| Pakistan     | 4     | 4         | 0           | 0        | 29        | 0           |
| Palestine    | 1     | 1         | 0           | 0        | 4         | 0           |
| Philippines  | 2     | 0         | 0           | 2        | 1         | 7           |
| Qatar        | 2     | 2         | 0           | 0        | 9         | 0           |
| Sri Lanka    | 10    | 10        | 0           | 0        | 44        | 0           |
| Syrie        | 1     | 1         | 0           | 0        | 4         | 1           |
| Tadjikistan  | 1     | 1         | 0           | 0        | 1         | 0           |
| Thaïlande    | 3     | 0         | 0           | 3        | 0         | 12          |
| Vietnam      | 3     | 0         | 0           | 3        | 1         | 9           |

### Bilan
| Rang | Équipe | Pts | J   | G  | N  | P  | Bp  | Bc  | Diff |
| ---- | ------ | --- | --- | -- | -- | -- | --- | --- | ---- |
| #    | Népal  | 164 | 103 | 49 | 17 | 36 | 261 | 171 | +90  |

### Les 5 meilleures buteuses
| Rang | Joueur           | Buts | Sél. | Première sélection | Dernière sélection |
| ---- | ---------------- | ---- | ---- | ------------------ | ------------------ |
| 1    | Anu Lama         | 30   | 23   | 2010               | 2014               |
| 2    | Jamuna Gurung    | 21   | 8    | 2010               | 2014               |
| 3    | Sabitra Bhandari | 16   | 14   | 2016               | 20..               |
| 4    | Sajana Rana      | 8    | 8    | 2010               | 2014               |
| 5    | Bhagwati Thapa   | 6    | 9    | 2010               | 2014               |

## Entraîneurs de l'équipe du Népal
| Name                               | Années       | Matchs | Victoires | Nuls | Défaites | % de victoire |
| ---------------------------------- | ------------ | ------ | --------- | ---- | -------- | ------------- |
| Khem Gurung                        | 1986-1989    | 6      | 0         | 0    | 6        | 0             |
| ?                                  | 1999         | 4      | 0         | 0    | 4        | 0             |
| Dhruba KC                          | 2010-2012    | 10     | 8         | 0    | 2        | 80            |
| Kumar Katwal                       | 2013-2014    | 8      | 7         | 0    | 1        | 87,50         |
| Dhruba KC                          | février 2016 | 5      | 3         | 1    | 1        | 60            |
| Kumar Thapa                        | 2016         | 5      | 4         | 0    | 1        | 80            |
| Hari Khadka                        | 2018-2019    | ?      | ?         | ?    | ?        | ?             |
| Gary Phillips, directeur technique | 2019-2021    | ?      | ?         | ?    | ?        | ?             |
| Gary Phillips                      | 2021-2022    | ?      | ?         | ?    | ?        | ?             |
| Kumar Thapa                        | 2022         | ?      | ?         | ?    | ?        | ?             |
| Rajendra Tamang                    | 2024-2025    | ?      | ?         | ?    | ?        | ?             |
| Patrick De Wilde                   | 2025-        | ?      | ?         | ?    | ?        | ?             |
| Totals                             | Totals       | 103    | 49        | 17   | 36       | 47,57         |